# Transportpolizei

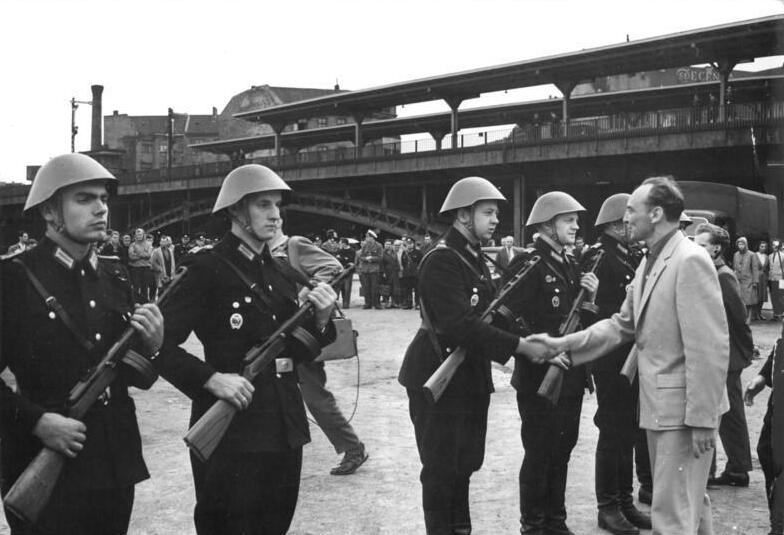
Angehörige der Transportpolizei werden im August 1961 von Horst Schumann für ihren Einsatz beim Bau der Berliner Mauer ausgezeichnet.

Die Transportpolizei (Trapo) war die Bahnpolizei der Deutschen Demokratischen Republik. Sie war als bewaffnetes Organ auf dem Gelände der Deutschen Reichsbahn für Sicherheit und Überwachung zuständig.

## Aufgaben
Die Transportpolizei überwachte alle größeren Bahnhöfe und kontrollierte in Grenznähe zur Bundesrepublik Deutschland die Reisenden auch in den Zügen des Binnenverkehrs. Eine weitere Aufgabe war die Begleitung der Transitzüge, die zwischen Westdeutschland und West-Berlin verkehrten. Vor dem Mauerbau in Berlin wurden die Kontrollen des S-Bahn-Verkehrs im Westteil der Stadt ebenfalls von der Transportpolizei durchgeführt – das gesamte Schienennetz in Groß-Berlin unterstand bis 1993 der Deutschen Reichsbahn, die damals auch die S-Bahn betrieb.
Auch bei Fußballspielen war die Transportpolizei präsent, um Störungen zu verhindern.

## Organisationsgeschichte
Die innerhalb der Deutschen Reichsbahn bestehende Bahnpolizei war am Ende des Zweiten Weltkrieges in ganz Deutschland von den Besatzungsmächten aufgelöst worden. Plünderungen und Eisenbahnüberfälle im Nachkriegsdeutschland führten schnell zu einem Bedarf an Ordnungskräften im Bereich des Gütertransportes, insbesondere der Bahn. Die Sowjetische Militäradministration in Deutschland (SMAD) stützte sich hierzu zunächst auf den nicht aufgelösten Bahnschutz, der mit weiteren Eisenbahnern verstärkt wurde. Die Angehörigen dieses Dienstes verfügten jedoch über keine Polizeigewalt. Die Bahnschutzämter waren in den acht Reichsbahndirektionen der Sowjetischen Besatzungszone angesiedelt, oberste Behörde war damit die Zentralverwaltung für Verkehrswesen. Diese Struktur wurde mit Verfügung des Generaldirektors der Reichsbahn vom 25. Oktober 1945 bestätigt. Auf gesamtdeutscher Ebene beschloss am 10. Mai 1946 der Alliierte Kontrollrat formell, dass zur Sicherung des militärischen Nachschubs und der Versorgung der Bevölkerung in allen Besatzungszonen wieder eine ordnungsgemäße Bahnpolizeiorganisation aufgebaut werden sollte.
Mit dem Befehl Nr. 212 vom 30. Juli 1946 schuf die SMAD nach dem Vorbild der sowjetischen Miliz für alle Polizeidienste in der Sowjetischen Besatzungszone als oberste Behörde die „Deutsche Verwaltung des Inneren“. Das bisherige Bahnschutzhauptamt und das Wasserschutzhauptamt mit vier Wasserschutzämtern wurden in der Abteilung Eisenbahn- und Wasserpolizei zusammengefasst. Der Bahnschutz wurde zur ordentlichen Bahnpolizei, die Dienststellen wurden in ihrer Struktur denen der örtlichen Polizei angepasst. Den acht Ämtern waren auf der Ebene der Reichsbahnämter Inspektionen und weiterhin Wachen nachgeordnet. Die Bahnpolizei gliederte sich in Eisenbahnkriminalpolizei mit 345 und Eisenbahnschutzpolizei mit 5125 Beamten.
1949 erfolgte eine Umorganisation der Polizei innerhalb der Deutschen Verwaltung des Inneren, die mit Gründung der Deutschen Demokratischen Republik kurz darauf zum Ministerium des Inneren (MdI) werden sollte. In einer neu errichteten Hauptverwaltung Deutsche Volkspolizei wurden Eisenbahn- und Wasserpolizei zur Hauptabteilung Transportpolizei mit den Abteilungen Schutzpolizei, Kriminalpolizei und Wasserschutz zusammengefasst. Die bisherigen Bahnpolizeiämter wurden Volkspolizeiämter Transport. Ab Januar 1950 wurden nicht-uniformierte Zugbegleitkommandos eingesetzt.
1952 wurde die Wasserschutzpolizei aus der Transportpolizei ausgegliedert und 39 nun den Reichsbahnämtern zugeordnete Transportpolizeiämter wurden geschaffen. Von Januar 1953 bis Januar 1957 war die Hauptabteilung Transportpolizei unter Otto Auerswald dem Ministerium bzw. Staatssekretariat für Staatssicherheit unterstellt, wo sie 1956/57 kurzzeitig zur neu geschaffenen Hauptverwaltung Innere Sicherheit gehörte. Danach kam sie wieder zum Innenministerium zurück und blieb bis 1990 ein Dienstzweig der Volkspolizei. 1954 war die Transportpolizei neu gegliedert worden. An Stelle der Transportpolizeiämter waren zunächst 14, ab 1955 wieder acht Abschnitte entsprechend den Reichsbahndirektionen, geschaffen worden. Der nun unabhängig von der Reichsbahnstruktur in Kompanien, Zügen und Gruppen gegliederten Truppe, die zunehmend militärisch ausgebildet und organisiert war, gehörten 8900 Polizisten an. Nur auf größeren Bahnhöfen wurde noch der eigentliche Bahnpolizeidienst versehen, der Schwerpunkt der Aufgaben verlagerte sich zum militärstrategischen Objektschutz. Drei Viertel des Personals waren hier beschäftigt, 6,5 % in den Zugbegleitkommandos, 5,3 % in der Kriminalpolizei und 12,6 % auf Personenbahnhöfen und in der Verwaltung. Um dieses Übergewicht wieder zu verringern, wurde 1959 die Struktur der Transportpolizeiämter und -reviere wiedereingeführt.
Mit Einführung der Wehrpflicht in der DDR 1962 galt der Dienst in der Transportpolizei gesetzlich als Wehrersatzdienst, so dass ein 18-monatiger Pflichtdienst oder ein dreijähriger freiwilliger Dienst in acht neu geschaffenen Einsatzkompanien der Transportpolizei geleistet werden konnte (siehe: Volkspolizei-Bereitschaften). Daneben wurden als Reserven den Revieren aus Reichsbahnbediensteten rekrutierte freiwillige Helfer der Transportpolizei in Zugstärke und dem Objektschutz für sogenannte Objekte der Kategorie II Kampfgruppen der Arbeiterklasse in Kompaniestärke zugeordnet. Damit sollte die Erfüllung der Aufgaben der Transportpolizei zur Sicherung des Durchmarsches und des Nachschubs der Streitkräfte des Warschauer Paktes im Verteidigungszustand bei gleichzeitiger Verringerung der Friedensstärke sichergestellt werden: 1967 umfasste die Transportpolizei ca. 6900 Mann.
1970 wurden die Abschnitte aufgelöst und nun den Bezirken zugeordnete und den Chefs der Bezirksbehörden der Deutschen Volkspolizei unterstellte Transportpolizeiämter geschaffen. Die Transportpolizei unterhielt mehrere Schulen, die Zentralschule befand sich in Nordhausen.
Am 1. März 1990 betrug die Personalstärke 5600 Polizisten und 800 Wehrpflichtige in den Einsatzkompanien, 1989 betrug zum Vergleich die Personalstärke der Bahnpolizei der Deutschen Bundesbahn 2700. Mit dem Beitritt der DDR zur Bundesrepublik wurde die Transportpolizei am 30. September 1990 bei einer Stärke von 2008 Mann aufgelöst, ca. 1700 Mann wurden nach den Vorschriften des Einigungsvertrages in die „Bahnpolizei im Bundesgrenzschutz“ übernommen. Am 1. April 1992 übernahm der Bundesgrenzschutz, die spätere Bundespolizei, in ganz Deutschland die Aufgaben der Bahnpolizei.

## Führung
Leiter der Hauptabteilung Transportpolizei waren
- Ferdinand Loll (1946–1949)
- Otto Auerswald (1950–1956)
- Hans Beyermann (1957–1959)
- Wilhelm Kinky (1959–1960)
- Paul Ludwig (1960–1967)
- Helmut Nedwig (1967–1970)
- Manfred Simon (1970–1984)
- Manfred Zeuner (1984–1990)